# NGC 1582
NGC 1582 est un amas ouvert situé dans la constellation de Persée. Il a été découvert par l'astronome germano-britannique William Herschel en 1788.
NGC 1582 est situé à environ 1 100 pc (∼3 590 al) du système solaire et les dernières estimations donnent un âge de 302 millions d'années. Le diamètre apparent de l'amas est de 24,0 minutes d'arc, ce qui, compte tenu de la distance, donne un diamètre réel d'environ 25 années-lumière.
Selon la classification des amas ouverts de Robert Trumpler, cet amas renferme moins de 50 étoiles (lettre p) dont la concentration est faible (IV) et dont les magnitudes se répartissent sur un intervalle moyen (le chiffre 2).